# Conflit dans le Sud de la Thaïlande
Notes
plus de 1 200 civils tués
2 729 civils blessés

Le conflit dans le Sud de la Thaïlande est un conflit séparatiste dans la région de Pattani, dans le Sud majoritairement malais et musulman de la Thaïlande, et a recommencé en janvier 2004,.

## Contexte
Le sud de la Thaïlande, particulièrement les provinces de Narathiwat, Pattani, Satun, Songkhla et Yala situées près de la frontière malaisienne regroupent l'essentiel des 5 % de musulmans que compte le pays. Pour 4/5e d'entre eux, il s'agit des personnes de langue malaise, les autres parlant le thaï.
Ces régions rurales et pauvres, passées sous l’autorité du royaume du Siam après la signature du traité anglo-siamois le 10 mars 1909, ont subi une politique d’assimilation forcée de la part du gouvernement de Bangkok dans les années 1960 : les écoles coraniques (ou pondok) doivent abandonner l'enseignement du malais et  reprendre une partie du programme de l'éducation nationale thaïlandaise, y compris les cours d'histoire et de civisme fortement influencés par le bouddhisme... Depuis ces provinces sont agitées par des mouvements rebelles indépendantistes prônant la reconstitution de l'ancien royaume de Patani.
Entre 1976 et 1981, deux mouvements indépendantistes : le Pattani United Liberation Organization (de) (PULO) et le Barisan Revolusi Nasional (en) (BRN) prirent une première fois les armes pour faire connaitre leurs revendications, puis ces mouvements se cantonnèrent par la suite au simple activisme politique et à l’extorsion de fonds,.
En 2002, le Premier ministre Thaksin Shinawatra déclare qu'il n'y a pas de « séparatisme, de terroristes mais seulement de vulgaires bandits ».
Des milliers de personnes suspectées d’être en rapport avec l’insurrection musulmane ont été emprisonnées, souvent en vertu de lois d’exception imposées à la région. Plusieurs ONG ont accusé les forces de sécurité de monter de toutes pièces des accusations contre des musulmans.

## Déroulement

### 2004
Depuis 2004, des mouvements séparatistes sont à l'origine de vagues d'attentats,. Thaksin revoit sa position et inscrit la lutte contre les insurgés dans le cadre de la guerre contre le terrorisme. La loi martiale est instaurée dans les régions touchées par l'insurrection (Pattani, Yala et Narathiwat). En réponse aux mesures musclées du chef du gouvernement, la minorité musulmane revendiqua de nouveaux droits et réclama notamment le port du hijab pour les femmes dans les lieux publics, l’ouverture de mosquées et l’expansion des études islamiques dans les écoles publiques.
Depuis 2004, les quatre provinces les plus au sud de la Thaïlande, proches de la Malaisie, sont victimes d'une guérilla violente menée entre autres par des groupes terroristes islamistes comme le Pattani Islamic Mujahadeen Movement (ou Gerakan Mujahideen Islam Pattani), qui a déclaré la djihad contre les populations bouddhistes qu'elle souhaite chasser du secteur, et la junte militaire thaïlandaise. Les insurgés ont commencé à semer la peur lors d'attaques au cours desquelles des hommes et des femmes de la minorité bouddhiste locale ont été décapités.Selon des experts, les insurgés seraient liés au Front Moro islamique de libération (Philippines) et au Mouvement pour un Aceh libre (Indonésie).

### 2006
Le 3 juin 2006, le chef de l'armée Prayuth Chan-ocha déclare que l'insurrection est financée de l'étranger par les narcotrafiquants et les contrebandiers de pétrole.
Après le coup d'État de septembre 2006, l'insurrection n'a fait que s'intensifier.

### 2009
Malgré le déploiement de 30 000 militaires des forces armées royales thaïlandaises dans la région, la violence se poursuit et la situation continue de se dégrader fortement. 900 personnes sont tués dans ce conflit.

### 2010
En juillet 2010, le bilan humain est estimé à 4 100 tués.

### 2011
Un rapport d'un centre de l'OTAN sur le terrorisme relève en 2011, selon les sources publiques, un total de 332 actes terroristes en Thaïlande (8e rang mondial) faisant 292 tués, 660 blessés et 16 personnes enlevées.

### 2012
Le bilan de 2012 du même organisme s'établit à 185 attaques (9e rang mondial), 171 tués et 674 blessés, pas d’enlèvement signalé.

### 2013
En septembre 2013, le bilan est estimé à 5 400 tués. Des attaques continuent alors que des négociations sont en cours en Malaisie.

### 2014
En mars 2014, les négociations n'ont pas abouti. Le bilan annoncé est alors d'environ 6 000 morts (pour moitié des musulmans et pour moitié des bouddhistes ; et 171 membres du corps enseignant). On dénombre aussi en plus 10 700 blessés. Les 50 000 militaires et para-militaires déployés dans le sud ne parviennent pas à reprendre la main sur la capacité d'action des rebelles.

### 2016
En décembre 2016, le bilan est monté à 6 800 victimes et la situation politique est bloquée alors que des attaques terroristes ont touché en août 2016 des sites touristiques hors du sud du pays, notamment Phuket et Hua Hin, tuant quatre Thaïlandais. Un lien entre ces attentats et le conflit dans le sud n'a cependant par été établi de façon formelle.

### 2021
Les attentats se font plus rares, 113 personnes ayant été tuées en 2021 contre près de 900 en 2007, d'après les chiffres de l'organisation Deep South Watch.

### 2022
En août 2022, les pertes humaines sont estimés à 7 300 morts, la majorité des civils. Les négociations de paix restent enlisées.

### Sources
- (en) Cet article est partiellement ou en totalité issu de l’article de Wikipédia en anglais intitulé « South Thailand insurgency » (voir la liste des auteurs).

- (en) Cet article est partiellement ou en totalité issu de l’article de Wikipédia en anglais intitulé « Patani United Liberation Organization » (voir la liste des auteurs).